# Prosthoporus nigrifemur
Prosthoporus nigrifemur är en stekelart som beskrevs av Gupta 1983. Prosthoporus nigrifemur ingår i släktet Prosthoporus och familjen brokparasitsteklar. Inga underarter finns listade i Catalogue of Life.